# Pedro Simón

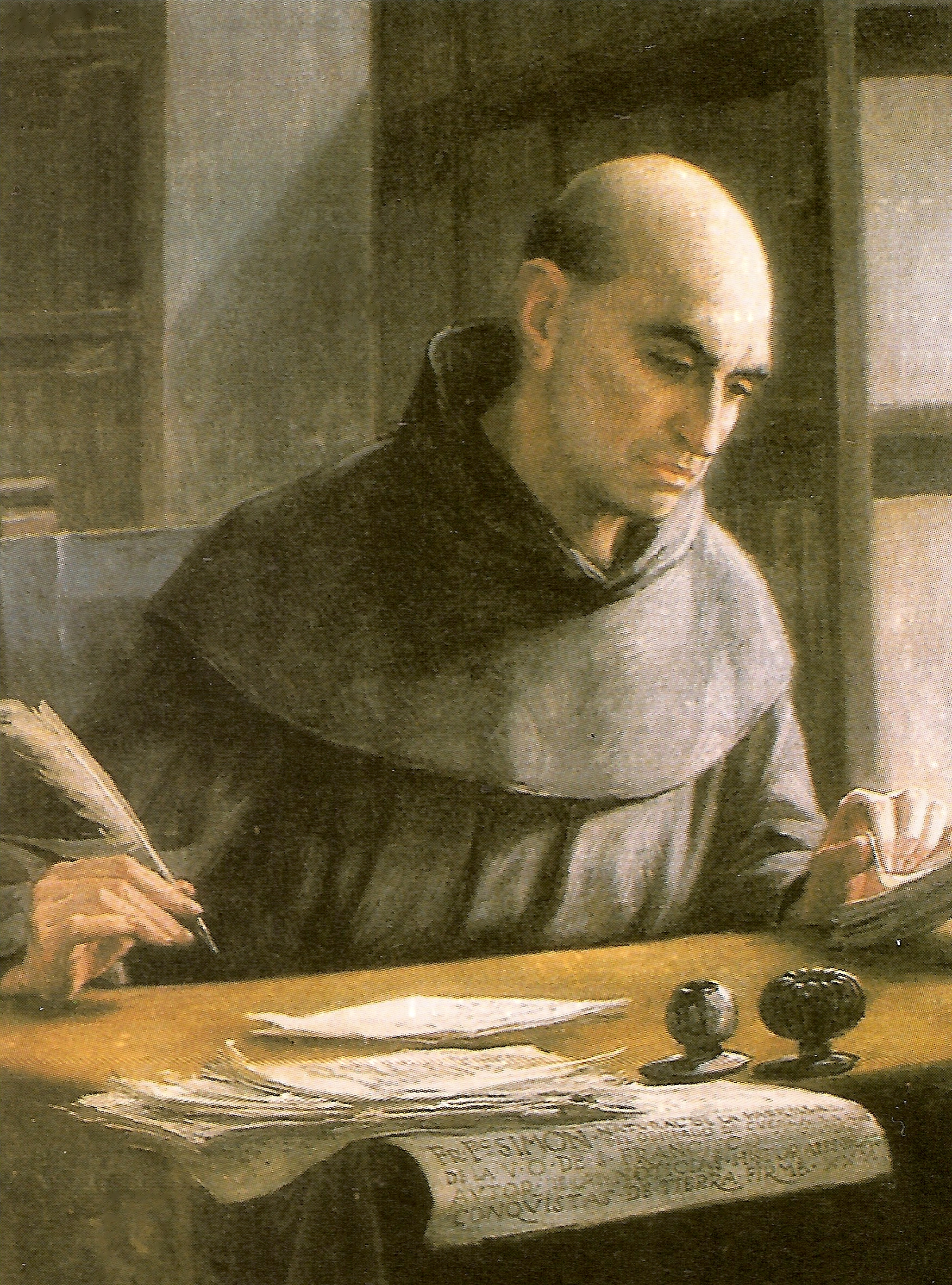
Pedro Simón

Pedro Simón (* 1574 in San Lorenzo de la Parrilla, Cuenca, Spanien; † vermutlich 1627 in Ubaté, Cundinamarca, Kolumbien) war ein spanischer Franziskaner, Missionar, Historiker und Hispanist in Kolumbien.

## Leben und Werk
Fray Pedro Simón O.F.M. studierte in Cartagena (Spanien), kam 1604 in Cartagena de Indias an und verbrachte den Rest seines Lebens in Kolumbien (damals Neugranada) und Venezuela. Er wirkte  im Umkreis von Juan de Borja y Amendia, der von 1605 bis 1628 Präsident der Real Audiencia de Santa Fe de Bogotá war. Simón  hinterließ Noticias historiales de las conquistas de tierra firme en las Indias Occidentales, von denen nur der erste Band 1627 in Cuenca erschien und die erst im späten 19. Jh. in 5 Bänden publiziert wurden (Bogotà 1882–1892, 1953, 1963, 1982), allerdings unter Auslassung der sprachlich interessanten Tabla para la inteligencia de algunos vocablos, einer Art frühem Amerikanismenwörterbuch von 156 Wörtern, das 1986 von Luis Carlos Mantilla Ruiz O.F.M. herausgegeben wurde (Fray Pedro Simón y su „Vocabulario de Americanismos“, Bogotá, 90 Seiten, mit einer Würdigung durch Carlos Valderrama Andrade). Mit der Niederschrift seines Werkes, zu der er sich auf das im Laufe seines Aufenthalts und zahlreicher Reisen gesammelte Material stützte,  begann Simón, als er 1623 zum Provinzial gewählt wurde.